# الحبلة (النادرة)

تعديل مصدري - تعديل

الحبلة هي إحدى قرى عزلة الشرنمه العليا بمديرية النادرة التابعة لمحافظة إب، بلغ تعداد سكانها 462 نسمة حسب تعداد اليمن لعام 2004.